# Vimoutiers
Vimoutiers er en kommune i departementet Orne i Basse-Normandie regionen i det nordvestlige Frankrig.
Cykelløbet Paris-Camembert slutter i Vimoutiers.

## Historie
Den 14. juni 1944, under invasionen i Normandiet blev Vimoutiers bombarderet af allierede styrker. Landsbyen blev ødelagt og 220 civile dræbt.

## Personligheder
Politikeren Joseph Laniel (1889-1975) var født i Vomoutiers.

## Venskabsbyer
- Fordingbridge i England
- Sontra i Tyskland